# Castello di Hallwyl
Il Castello di Hallwyl è situtato nel comune di Seengen nel canton Argovia. 
Il castello è edificato su due isole bagnate dall'Aabach in corrispondenza della riva settentrionale del lago di Hallwil. Il suo nome deriva da un insediamento preesistente nell'area. Ampi scavi e ricerche vi furono eseguiti dal 1910 al 1916 dall'archeologo svedese Nils Lithberg, su incarico di Wilhelmina von Hallwyl. Ulteriori ricerche (con nuove datazioni) sono state condotte dal 1995 al 2003 dal servizio archeologico del canton Argovia.

## Storia
La prima menzione della fortezza risale al 1256, mentre la famiglia von Hallwyl, di origini probabilmente nobili, è attestata già dal 1167. Alcuni reperti archeologici minori indicano che la fortezza fu costruita nel tardo XII secolo; costituita da una casatorre con fossato asciutto, dal 1265 fu ampliata con la costruzione della residenza signorile. 
All'inizio del XIV secolo la fortezza venne trasformata: l'antica torre fu circondata da un fossato acqueo e da un muro di cinta (isola posteriore), mentre a est venne creata nell'Aabach un'isola artificiale dotata di muro di cinta ed edifici abitativi e di utilità (isola anteriore). 
Durante la conquista dell'Argovia da parte dei Confederati nel 1415, la fortezza (dal 1369 detenuta da diversi coeredi) fu bruciata dai Bernesi. La ricostruzione, iniziata immediatamente, portò all'ampliamento degli edifici abitativi esistenti e alla costruzione di nuovi elementi residenziali. 
Attorno al 1550 furono erette due torri difensive e dal 1579 al 1590 si procedette a un generale rinnovamento del complesso. Dopo un lungo periodo di abbandono, nel 1861 e nel 1870-74 la fortezza fu parzialmente trasformata in stile neogotico (vi fu un ripristino dello stato originale nel 1914). Dalla sua fondazione, Hallwyl appartenne ai signori von Hallwyl e fu il centro di una signoria fondiaria titolare dei diritti di sfruttamento del lago. Nel 1925 la famiglia von Hallwyl creò una fondazione per la conservazione e lo studio della fortezza. Dal 1994 Hallwyl è di proprietà del canton Argovia.